# Kill Hannah
I Kill Hannah sono un gruppo musicale di Chicago formatosi nel 1994.

## Storia del gruppo
I Kill Hannah sono stati fondati dal cantante e autore dei testi Mat Devine nel 1994.
Il nome del gruppo prende origine dalla ex-fidanzata di Devine. I due si sono conosciuti alla Illinois State University.
Al tempo, Devine cantava e suonava la chitarra in una band chiamata "In a Jar UK". Dopo la rottura con Hannah, Devine stampò degli adesivi da attaccare sull "In a Jar UK" 7" su questi adesivi c'era scritto "Kill Hannah".
I Kill Hannah hanno registrato il loro album d'esordio "For Never & Ever" con la Atlantic Records a Los Angeles nell'inverno del 2003 con il produttore Sean Beaven e Tim Palmer al mixer. La band ha girato un video per la canzone "Unwanted" ma non l'ha mai pubblicato fino al 2006, quando finalmente è stata resa disponibile una versione per internet.
Per la maggior parte del tempo dal 2003 fino al 2007 i Kill Hannah sono stati in tour con i Chevelle, HIM, Papa Roach e The Sounds, mentre hanno anche fatto le aperture per i concerti degli Jane's Addiction, Thirty Seconds to Mars, Evanescence, Everclear, Eve 6, The All-American Rejects, Fuel, P.O.D., The Distillers, Story of the Year, Three Days Grace, Alien Ant Farm, The Buzzcocks, Andrew W.K., Trapt, MorissonPoe, Mindless Self Indulgence, Flyleaf, Alice in Chains, Velvet Revolver e sei tour da headliner.
Il singolo "Kennedy" ha ricevuto molte attenzioni. Soprattutto grazie alla sua apparizione durante il "Last Call with Carson Daly", e le apparizioni in serie televisive di successo come Jack & Bobby, One Tree Hill, e North Shore.
I Kill Hannah hanno firmato con l'Atlantic Records sul finire del 2002, mentre Steve Hutton è il loro manager, lo stesso di Kid Rock.
La band ha pubblicato il secondo album, "Until There's Nothing Left of Us", con l'Atlantic Records il 1º agosto 2006.
Ora sono assegnati alla Roadrunner Records e hanno pubblicato il loro ultimo album per il mercato inglese il 24 marzo del 2008.

## Discografia

### Album in studio
- Here are the Young Moderns (1998)
- American Jet Set (1999)
- The Beauty in Sinking Ships (2000)
- For Never & Ever (2003)
- Until There's Nothing Left of Us (2006)
- Hope for the Hopeless (2007)
- Wake Up the Sleepers (2009)

### Raccolte
- The Curse of Kill Hannah (2004)

### EP
- Hummingbirds The Size of Bullets (1996)
- Sleeping Like Electric Eels (1996)
- Stunt Pilots (1998)
- Unreleased Cuts 2000/2001 (2001)
- I Wanna Be A Kennedy (2002)
- Kill Hannah (2002)
- Lips Like Morphine (2006)

### Singoli
- Lovesick/Nerve Gas (1997)
- All That He Wants (American Jet Set) (1999)
- Welcome To Chicago, Motherfucker (2000)
- Kill Hannah Sampler (Kennedy/Big Shot 'Snippet') (2003)
- Kennedy (2003)
- 1993-1999  (2003)
- A New Heart For Christmas (2003)
- Lips Like Morphine (2006)
- Lips Like Morphine 'Remixes' (2006)
- Crazy Angel 'Remixes' (2007)

### DVD
1. Welcome to Chicago (2005)